# Montgomery County, North Carolina
Montgomery County är ett administrativt område i delstaten North Carolina, USA, med 27 798 invånare. Den administrativa huvudorten (county seat) är Troy.

## Geografi
Enligt United States Census Bureau har countyt en total area på 1 300 km². 1 274 km² av den arean är land och 26 km² är vatten.

### Angränsande countyn
- Randolph County, North Carolina - nordost
- Moore County, North Carolina - öster
- Richmond County, North Carolina - söder
- Stanly County - väster
- Davidson County, North Carolina - nordväst